# ایدا الیسه بروک
ایدا الیسه بروک (نروژی: Ida Elise Broch؛ زادهٔ ۲۵ ژوئن ۱۹۸۷) بازیگر اهل نروژ است. وی از سال ۲۰۰۶ میلادی تاکنون مشغول فعالیت بوده‌است.
از فیلم‌ها یا برنامه‌های تلویزیونی که وی در آن نقش داشته‌است، می‌توان به کلید، دارک سولز و لیلیهامر اشاره کرد.